# Tugimaantee 12
Die Nationalstraße 12 (estnisch Tugimaante 12) ist eine 35,4 km lange Nationalstraße 2. Ordnung in Estland. Sie führt von Kose nach Jägala im Kreis Harju. Sie kreuzt im Süden die Europastraße 263 () und im Norden die Europastraße 20 ().

## Verlauf
Die Tugimaantee 12 beginnt in Kose, wo sie auf die Põhimaantee 2 () trifft. Im Zentrum des Ortes mündet die Tugimaanteed 14 () in sie. Sie verläuft dann weiter nördlich, wo sie an dem Pikva mõis entlangläuft. Weiter auf der Strecke läuft sie an dem Ort Kehra entlang. Kurze Zeit später mündet sie in die Tugimaanteed 13 (), nur 6,1 km südlich von der Põhimaantee 1 (). Am nördlichen Ende befindet sich die Straße nur etwa 30,3 km von der Altstadt Tallinns.